# بريتني سور أورج
بريتني سور أورج، (بالفرنسية: Brétigny-sur-Orge)‏، (تنطق:bʁe.ti.ɲi.syʁ.ɔʁʒ)، هي بلدية فرنسية في الضواحي الجنوبية لباريس، فرنسا، على بعد 26.7 كم (16.6 ميل) من وسط المدينة.

## أعلام
- نيكولاس جيللت
- غريغوري سيرتيتش
- غيليس دي أوليفيرا